# São Joaquim
São Joaquim là một đô thị thuộc bang Santa Catarina, Brasil. Đô thị này có diện tích 1885,608 km², dân số năm 2007 là 23236 người, mật độ 12,3 người/km².

## Khí hậu
| Dữ liệu khí hậu của São Joaquim (Cờ), độ cao: 1415 m hoặc 4642,4 ft, 1961-1990 và các tiêu chuẩn 1981-2010, cực đoan từ 1961 đến nay | Dữ liệu khí hậu của São Joaquim (Cờ), độ cao: 1415 m hoặc 4642,4 ft, 1961-1990 và các tiêu chuẩn 1981-2010, cực đoan từ 1961 đến nay | Dữ liệu khí hậu của São Joaquim (Cờ), độ cao: 1415 m hoặc 4642,4 ft, 1961-1990 và các tiêu chuẩn 1981-2010, cực đoan từ 1961 đến nay | Dữ liệu khí hậu của São Joaquim (Cờ), độ cao: 1415 m hoặc 4642,4 ft, 1961-1990 và các tiêu chuẩn 1981-2010, cực đoan từ 1961 đến nay | Dữ liệu khí hậu của São Joaquim (Cờ), độ cao: 1415 m hoặc 4642,4 ft, 1961-1990 và các tiêu chuẩn 1981-2010, cực đoan từ 1961 đến nay | Dữ liệu khí hậu của São Joaquim (Cờ), độ cao: 1415 m hoặc 4642,4 ft, 1961-1990 và các tiêu chuẩn 1981-2010, cực đoan từ 1961 đến nay | Dữ liệu khí hậu của São Joaquim (Cờ), độ cao: 1415 m hoặc 4642,4 ft, 1961-1990 và các tiêu chuẩn 1981-2010, cực đoan từ 1961 đến nay | Dữ liệu khí hậu của São Joaquim (Cờ), độ cao: 1415 m hoặc 4642,4 ft, 1961-1990 và các tiêu chuẩn 1981-2010, cực đoan từ 1961 đến nay | Dữ liệu khí hậu của São Joaquim (Cờ), độ cao: 1415 m hoặc 4642,4 ft, 1961-1990 và các tiêu chuẩn 1981-2010, cực đoan từ 1961 đến nay | Dữ liệu khí hậu của São Joaquim (Cờ), độ cao: 1415 m hoặc 4642,4 ft, 1961-1990 và các tiêu chuẩn 1981-2010, cực đoan từ 1961 đến nay | Dữ liệu khí hậu của São Joaquim (Cờ), độ cao: 1415 m hoặc 4642,4 ft, 1961-1990 và các tiêu chuẩn 1981-2010, cực đoan từ 1961 đến nay | Dữ liệu khí hậu của São Joaquim (Cờ), độ cao: 1415 m hoặc 4642,4 ft, 1961-1990 và các tiêu chuẩn 1981-2010, cực đoan từ 1961 đến nay | Dữ liệu khí hậu của São Joaquim (Cờ), độ cao: 1415 m hoặc 4642,4 ft, 1961-1990 và các tiêu chuẩn 1981-2010, cực đoan từ 1961 đến nay | Dữ liệu khí hậu của São Joaquim (Cờ), độ cao: 1415 m hoặc 4642,4 ft, 1961-1990 và các tiêu chuẩn 1981-2010, cực đoan từ 1961 đến nay |
| Tháng | 1 | 2 | 3 | 4 | 5 | 6 | 7 | 8 | 9 | 10 | 11 | 12 | Năm |
| --- | --- | --- | --- | --- | --- | --- | --- | --- | --- | --- | --- | --- | --- |
| Cao kỉ lục °C (°F) | 30.6 (87.1) | 30.1 (86.2) | 28.0 (82.4) | 26.9 (80.4) | 25.2 (77.4) | 22.8 (73) | 24.1 (75.4) | 27.7 (81.9) | 28.4 (83.1) | 28.9 (84) | 28.1 (82.6) | 31.4 (88.5) | 31.4 (88.5) |
| Trung bình ngày tối đa °C (°F) | 22.6 (72.7) | 21.4 (70.5) | 21.5 (70.7) | 19.1 (66.4) | 15.8 (60.4) | 14.7 (58.5) | 14.5 (58.1) | 16.7 (62.1) | 16.6 (61.9) | 18.9 (66) | 20.5 (68.9) | 22.2 (72) | 18.8 (65.8) |
| Trung bình ngày °C (°F) | 17.1 (62.8) | 17.1 (62.8) | 16.1 (61) | 13.8 (56.8) | 10.9 (51.6) | 10.0 (50) | 9.5 (49.1) | 11.1 (52) | 11.2 (52.2) | 13.5 (56.3) | 14.9 (58.8) | 16.4 (61.5) | 13.5 (56.3) |
| Tối thiểu trung bình ngày °C (°F) | 13.3 (55.9) | 13.6 (56.5) | 12.7 (54.9) | 10.4 (50.7) | 7.6 (45.7) | 6.8 (44.2) | 6.0 (42.8) | 7.1 (44.8) | 7.2 (45) | 9.6 (49.3) | 10.8 (51.4) | 12.3 (54.1) | 9.8 (49.6) |
| Thấp kỉ lục °C (°F) | 3.5 (38.3) | 4.2 (39.6) | 0.3 (32.5) | −2.9 (26.8) | −6.8 (19.8) | −7.2 (19) | −9.0 (15.8) | −8.2 (17.2) | −7.5 (18.5) | −2.4 (27.7) | −1.5 (29.3) | 1.4 (34.5) | −9.0 (15.8) |
| Lượng Giáng thủy trung bình mm (inches)                                                                                              | 185.7 (7.31) | 182.6 (7.19) | 126.1 (4.96) | 106.7 (4.20) | 144.0 (5.67) | 127.2 (5.01) | 199.8 (7.87) | 143.2 (5.64) | 186.1 (7.33) | 182.5 (7.19) | 166.5 (6.56) | 137.1 (5.40) | 1.887,5 (74.31) |
| Số ngày giáng thủy trung bình (≥ 1.0 mm (0.04 in))                                                                                   | 14 | 14 | 12 | 10 | 8 | 10 | 10 | 8 | 11 | 12 | 12 | 12 | 133 |
| Số ngày tuyết rơi trung bình (≥ 0.25 cm (0.1 in))                                                                                    | 0 | 0 | 0 | — | 0.4 | 0.4 | 1.0 | 0.7 | 0.2 | 0 | 0 | 0 | 2.7 |
| Độ ẩm tương đối trung bình (%) | 85.5 | 86.5 | 85.9 | 84.8 | 84.5 | 81.9 | 79.9 | 74.9 | 80.6 | 82.8 | 81.2 | 81.8 | 82.5 |
| Số giờ nắng trung bình tháng | 166.6 | 142.7 | 170.2 | 158.0 | 149.7 | 128.9 | 151.0 | 150.2 | 141.3 | 148.8 | 178.4 | 179.4 | 1.865,2 |
| Số giờ nắng trung bình ngày | 6.9 | 5.9 | 7.1 | 6.6 | 6.2 | 5.4 | 6.3 | 6.3 | 5.9 | 6.2 | 7.4 | 7.5 | 77.7 |
| Nguồn 1: INMET (nhiệt độ, lượng mưa, độ ẩm tương đối và giờ nắng)                                                                    | | | | | | | | | | | | | |
| Nguồn 2: Schimtz (những ngày có tuyết)                                                                                               | | | | | | | | | | | | | |